# Tacca ebeltajae
Tacca ebeltajae är en enhjärtbladig växtart som beskrevs av Drenth. Tacca ebeltajae ingår i Taccasläktet, och familjen Dioscoreaceae. Inga underarter finns listade i Catalogue of Life.